# Кубок Словенії з футболу 2017—2018
Кубок Словенії з футболу 2017–2018 — 27-й розіграш кубкового футбольного турніру в Словенії. Титул вп'яте здобула Олімпія (Любляна).

## Календар
| Раунд        | Дата                                | Матчі | Клуби   |
| ------------ | ----------------------------------- | ----- | ------- |
| Перший раунд | 15-16 серпня 2017                   | 12    | 28 → 16 |
| 1/8 фіналу   | 5-20 вересня 2017                   | 8     | 16 → 8  |
| 1/4 фіналу   | 17-25/25 жовтня - 29 листопада 2017 | 8     | 8 → 4   |
| 1/2 фіналу   | 3-4/11-12 квітня 2018               | 4     | 4 → 2   |
| Фінал        | 30 травня 2018                      | 1     | 2 → 1   |

## Перший раунд
| Команда 1           | Рахунок        | Команда 2   |
| ------------------- | -------------- | ----------- |
| 15 серпня 2017      |                |             |
| Хотиза (3)          | 1:2            | Крка (2)    |
| Белтинці (3)        | 0:3            | Алюміній    |
| Шампіон (3)         | 0:0 (пен. 5:3) | Толмін (3)  |
| 16 серпня 2017      |                |             |
| Табор (Сежана) (2)  | 3:1            | Рудар       |
| Шоштань (4)         | -:+            | Триглав     |
| Драва Птуй (2)      | 2:1            | Брда (2)    |
| Нафта (Лендава) (2) | 1:2            | Цельє       |
| Відем (3)           | 1:6            | Радомлє (2) |
| Мура (2)            | 5:2            | Крань (2)   |
| Ілірія (2)          | 0:0 (пен. 0:3) | Кршко       |
| Акумулятор (4)      | 1:4            | Декані (2)  |
| Копер (4)           | 3:0            | Превалє (3) |

## 1/8 фіналу
| Команда 1          | Рахунок  | Команда 2         |
| ------------------ | -------- | ----------------- |
| 5 вересня 2017     |          |                   |
| Табор (Сежана) (2) | 0:3      | Марибор           |
| 6 вересня 2017     |          |                   |
| Крка (2)           | 3:2 (дч) | Кршко             |
| Копер (4)          | 1:4      | Триглав           |
| 19 вересня 2017    |          |                   |
| Декані (2)         | 0:7      | Алюміній          |
| Радомлє (2)        | 1:6      | Олімпія (Любляна) |
| 20 вересня 2017    |          |                   |
| Мура (2)           | 3:1      | Домжале           |
| Шампіон (3)        | 0:3      | Горіца            |
| Драва Птуй (2)     | 0:3      | Цельє             |

## 1/4 фіналу
| Команда 1            | Заг. | Команда 2 | 1-й матч | 2-й матч |
| -------------------- | ---- | --------- | -------- | -------- |
| 17/25 жовтня 2017    |      |           |          |          |
| Триглав              | 0:2  | Горіца    | 0:1      | 0:1      |
| Цельє                | 5:0  | Мура (2)  | 4:0      | 1:0      |
| 18/25 жовтня 2017    |      |           |          |          |
| Алюміній             | 3:0  | Крка (2)  | 0:0      | 3:0      |
| 11/29 листопада 2017 |      |           |          |          |
| Олімпія (Любляна)    | 4:1  | Марибор   | 3:0      | 1:1      |

## 1/2 фіналу
| Команда 1         | Заг. | Команда 2 | 1-й матч | 2-й матч |
| ----------------- | ---- | --------- | -------- | -------- |
| 3/12 квітня 2018  |      |           |          |          |
| Горіца            | 3:4  | Алюміній  | 1:2      | 2:2      |
| 4/11 квітня 2018  |      |           |          |          |
| Олімпія (Любляна) | 3:1  | Цельє     | 2:1      | 1:0      |

## Фінал
| 30 травня 2018 21:15 (EEST) |

| Алюміній    | 1:6      | Олімпія (Любляна)                                                   |
| ----------- | -------- | ------------------------------------------------------------------- |
| Тахірай 50' | Протокол | Бенко 18', 58' Кронаветер 35' Рікарду Алвеш 66' Бркич 81' Абасс 85' |

| Стадіон Стожице, Любляна Арбітр: Славко Винчич |